# Фалун
Фалун (швед. Falun) град је у Шведској, у средишњем делу државе. Град је у оквиру Даларнског округа, чије је седиште и други по величини град. Фалун је истовремено и седиште Општина Фалу.
Фалун је некада био познат као велико средиште рудокопа бакра. Данас је град препознатљив по Великој бакарној планини, јер је некадашњи рудник бакра добио звање светске баштине УНЕСКО-а 2001. године.

## Географија
Град Фалун се налази у средишњем делу Шведске и Скандинавског полуострва. Од главног града државе, Стокхолма, град је удаљен 260 км северозападно.
Рељеф: Фалун се развио у области Даларна у оквиру историјске покрајине Норланд. Подручје града је брдовито, док се ка западу издижу планине. Надморска висина се креће 110-140 м.
Клима у Фалуну влада оштрији облик континенталне климе.
Воде: Фалун се развио у унутрашњости. Градско језгро се сместило на обалама реке Фалу, непосредно пре њеног утока у Рунско језеро. Око града постоји низ мањих ледничких језера.

## Историја
Подручје на месту данашњег града насељено је у раном средњем веку. Први помен Фалуна везује се за 14. век, али се вађење руде бакра још раније јавило.
Постепено вађење бакра добија на значају, па је 1641. године Фалун добио градска права. У то време вађење руде досеже врхунац, а град је постао један од највећих у целој Шведској. Ускоро је производња почела опадати, мада се одржала још вековима - док коначно рудник није угашен 1992. године.
Фалун доживљава нови препород у другој половини 19. века са проласком железнице и доласком индустрије. Ово благостање траје и дан-данас.
Велика бакарна планина, некадашњи рудник бакра је добио звање светске баштине УНЕСКО-а 2001. године.

## Становништво
Фалун је данас град средње величине за шведске услове. Град има око 37.000 становника (податак из 2010. г.), а градско подручје, тј. истоимена општина има око 56.000 становника (податак из 2010. г.). Последњих деценија број становника у граду лагано расте.
До средине 20. века Фалун су насељавали искључиво етнички Швеђани. Међутим, са јачањем усељавања у Шведску, становништво града је постало шароликије, али опет мање него у случају других већих градова у држави.

## Привреда
Данас је Фалун савремени индустријски град са посебно развијеном индустријом. Некадашњи рудник је затворен. Последње две деценије посебно се развијају трговина, услуге и туризам.

## Знаменитости
Данас је Фалун препознатљив по Великој бакарној планини, јер је некадашњи рудник бакра добио звање светске баштине УНЕСКО-а 2001. године.
Поред тога, град има старо градско језгро.
Знаменитост града је и Универзитет Даларне са 18.000 студената.

## Галерија
- Поглед на Фалун
- Велика бакарна планина
- Градска саборна црква
- Музеј Даларне